# Saison 3 de 90210 Beverly Hills : Nouvelle Génération
Chronologie
Saison 2 Saison 4
Cet article présente le guide des épisodes de la troisième saison de la série télévisée américaine 90210 Beverly Hills : Nouvelle Génération (90210). Cette troisième saison est composée de 22 épisodes.
Au Québec, la saison est diffusée à partir du 27 août 2012 sur VRAK.TV.

## Synopsis
Le père, Harry Wilson, est un ancien habitant de Beverly Hills qui a déménagé dans le passé à Wichita. Il est forcé de revenir à Beverly Hills lorsque sa mère, une ancienne star du cinéma des années 1970, pète les plombs à cause de son alcoolisme. Avec lui, sa femme Debbie, sa fille biologique Annie et son fils adoptif, Dixon, ils vont découvrir leurs nouvelle vie à Beverly Hills, totalement différente du Kansas.

## Distribution

### Principaux et récurrents
| Principaux - Shenae Grimes (VF : Laëtitia Godès) : Annie Wilson - Tristan Wilds (VF : Donald Reignoux) : Dixon Wilson - AnnaLynne McCord (VF : Aurélie Nollet) : Naomi Clark - Jessica Stroup (VF : Noémie Orphelin) : Erin Silver - Michael Steger (VF : Jonathan Amram) : Navid Chirazi - Jessica Lowndes (VF : Pamela Ravassard) : Adrianna Tate-Duncan - Matt Lanter (VF : Alexis Tomassian) : Liam Court - Trevor Donovan (VF : Mathias Kozlowski) : Teddy Montgomery - Ryan Eggold (VF : Mathias Casartelli) : Ryan Matthews - Lori Loughlin (VF : Emmanuelle Bondeville) : Debbie Wilson - Gillian Zinser (VF : Marie Tirmont) : Ivy Sullivan | Récurrents - Fabiana Udenio (VF : Valérie de Vulpian) : Atoosa Shirazi - Shaun Duke (VF : Olivier Rodier) : Omar Shirazi - Sara Foster (VF : Dorothée Pousséo) : Jennifer "Jen" Clark - Maeve Quinlan (VF : Céline Duhamel) : Constance Tate-Duncan - Kelly Lynch (VF : Marjorie Frantz) : Laurel Cooper - Mekia Cox (VF : Célia Charpentier) : Sasha - Amber Wallace (VF : Charlyne Pestel) : Lila - Hal Ozsan (VF : Anatole de Bodinat) : Miles Cannon / Douglas Atherton - Diego Boneta (VF : Nathanel Alimi) : Javier Luna - Evan Ross (VF : Tony Marot) : Charlie Selby - Blair Redford (VF : Stanislas Crevillén) : Oscar - Kyle Riabko (VF : Yoann Sover) : Ian - Amelia Rose Blaire (VF : Margaux Laplace) : Laura Mathison - Freddie Smith (VF : Sébastien Boju) : Marco Salazar - Lisa Waltz (VF : Maïté Monceau) : Katherine Upton - Nestor Serrano : Victor Luna - Elaine Hendrix (VF : Natacha Muller) : Renée - Manish Dayal (VF : Arthur Pestel) : Raj Kher - Abbie Cobb (VF : Geneviève Doang) : Emily Bradford - Josh Zuckerman (VF : Alexandre Gillet) : Max Miller |

### Acteurs invités
- Kim Kardashian : elle-même (épisode 1)
- Khloé Kardashian : elle-même (épisode 1)
- Joe Jonas : Lui-même (épisode 8)
- Brett Cullen : Mr. Sullivan (épisode 11)
- Snoop Dogg : lui-même (épisode 17)
- Alan Ritchson : Trip Willinson (épisode 18)
- Sally Kellerman : Marla Templeton (épisodes 19 et 20)

## Liste des épisodes

### Épisode 1:Surprises et tremblement
- États-Unis : 13 septembre 2010 sur The CW
- Suisse : 15 novembre 2011 sur TSR2
- France : 
  - 2 février 2012 sur W9
  - 2 septembre 2013 sur M6
- Québec : 27 août 2012 sur VRAK.TV[1]
- Belgique : sur RTL-TVI

- États-Unis : 1,96 million de téléspectateurs[2] (première diffusion)

### Épisode 2:Pauvre petite fille riche
- États-Unis : 20 septembre 2010 sur The CW
- Suisse : 16 novembre 2011 sur TSR2
- France : 
  - 3 février 2012 sur W9
  - 3 septembre 2013 sur M6
- Québec : 3 septembre 2012 sur VRAK.TV

- États-Unis : 1,83 million de téléspectateurs[3] (première diffusion)

### Épisode 3:Rendez-vous dans 10 ans
- États-Unis : 27 septembre 2010 sur The CW
- Suisse : 17 novembre 2011 sur TSR2
- France : 
  - 3 février 2012 sur W9
  - 4 septembre 2013 sur M6
- Québec : 10 septembre 2012 sur VRAK.TV

- États-Unis : 1,96 million de téléspectateurs[4] (première diffusion)

### Épisode 4:Gentlemen célibataires
- États-Unis : 4 octobre 2010 sur The CW
- Suisse : 18 novembre 2011 sur TSR2
- France : 
  - 3 février 2012 sur W9
  - 4 septembre 2013 sur M6
- Québec : 17 septembre 2012 sur VRAK.TV

- États-Unis : 1,79 million de téléspectateurs[5] (première diffusion)

### Épisode 5:Attrape-moi si tu peux
- États-Unis : 11 octobre 2010 sur The CW
- Suisse : 21 novembre 2011 sur TSR2
- France : 
  - 6 février 2012 sur W9
  - 5 septembre 2013 sur M6
- Québec : 24 septembre 2012 sur VRAK.TV

- États-Unis : 1,81 million de téléspectateurs[6] (première diffusion)

### Épisode 6:Le garçon dans la vitrine
- États-Unis : 25 octobre 2010 sur The CW
- Suisse : 22 novembre 2011 sur TSR2
- France : 
  - 6 février 2012 sur W9
  - 6 septembre 2013 sur M6
- Québec : 1er octobre 2012 sur VRAK.TV

- États-Unis : 2,03 millions de téléspectateurs[7] (première diffusion)

### Épisode 7:Les dessous d'excellence
- États-Unis : 1er novembre 2010 sur The CW
- Suisse : 23 novembre 2011 sur TSR2
- France : 
  - 7 février 2012 sur W9
  - 9 septembre 2013 sur M6
- Québec : 8 octobre 2012 sur VRAK.TV

- États-Unis : 2,00 millions de téléspectateurs[8] (première diffusion)

### Épisode 8:Tapis rouge
- États-Unis : 8 novembre 2010 sur The CW
- Suisse : 24 novembre 2011 sur TSR2
- France : 
  - 7 février 2012 sur W9
  - 10 septembre 2013 sur M6
- Québec : 15 octobre 2012 sur VRAK.TV

- États-Unis : 1,89 million de téléspectateurs[9] (première diffusion)

### Épisode 9:Et plus si affinités
- États-Unis : 15 novembre 2010 sur The CW
- Suisse : 25 novembre 2011 sur TSR2
- France : 
  - 8 février 2012 sur W9
  - 11 septembre 2013 sur M6
- Québec : 22 octobre 2012 sur VRAK.TV

- États-Unis : 1,76 million de téléspectateurs[10] (première diffusion)

### Épisode 10:Beaux et malheureux
- États-Unis : 29 novembre 2010 sur The CW
- Suisse : 28 novembre 2011 sur TSR2
- France : 
  - 8 février 2012 sur W9
  - 11 septembre 2013 sur M6
- Québec : 29 octobre 2012 sur VRAK.TV

- États-Unis : 2,01 millions de téléspectateurs[11] (première diffusion)

### Épisode 11:Quand tout bascule
- États-Unis : 6 décembre 2010 sur The CW
- Suisse : 29 novembre 2011 sur TSR2
- France : 
  - 9 février 2012 sur W9
  - 12 septembre 2013 sur M6
- Québec : 5 novembre 2012 sur VRAK.TV

- États-Unis : 2,18 millions de téléspectateurs[12] (première diffusion)

### Épisode 12:Les otages
- États-Unis : 24 janvier 2011 sur The CW
- Suisse : 30 novembre 2011 sur TSR2
- France : 
  - 9 février 2012 sur W9
  - 13 septembre 2013 sur M6
- Québec : 12 novembre 2012 sur VRAK.TV

- États-Unis : 1,69 million de téléspectateurs[13] (première diffusion)

### Épisode 13:Namasté
- États-Unis : 31 janvier 2011 sur The CW
- Suisse : 1er décembre 2011 sur TSR2
- France : 
  - 10 février 2012 sur W9
  - 16 septembre 2013 sur M6
- Québec : 19 novembre 2012 sur VRAK.TV

- États-Unis : 1,67 million de téléspectateurs[14] (première diffusion)

### Épisode 14:Un esprit sain dans un corps sain
- États-Unis : 7 février 2011 sur The CW
- Suisse : 5 décembre 2011 sur TSR2
- France : 
  - 10 février 2012 sur W9
  - 17 septembre 2013 sur M6
- Québec : 26 novembre 2012 sur VRAK.TV

- États-Unis : 1,75 million de téléspectateurs[15] (première diffusion)

### Épisode 15:La belle et le geek
- États-Unis : 14 février 2011 sur The CW
- Suisse : 7 décembre 2011 sur TSR2
- France : 
  - 13 février 2012 sur W9
  - 18 septembre 2013 sur M6
- Québec : 3 décembre 2012 sur VRAK.TV

- États-Unis : 1,37 million de téléspectateurs[16] (première diffusion)

### Épisode 16:Le monde est stone
- États-Unis : 21 février 2011 sur The CW
- Suisse : 9 décembre 2011 sur TSR2
- France : 
  - 13 février 2012 sur W9
  - 18 septembre 2013 sur M6
- Québec : 10 décembre 2012 sur VRAK.TV

- États-Unis : 1,52 million de téléspectateurs[17] (première diffusion)

### Épisode 17:D'aventures en avatar
- États-Unis : 28 février 2011 sur The CW
- Suisse : 12 décembre 2011 sur TSR2
- France : 
  - 14 février 2012 sur W9
  - 19 septembre 2013 sur M6
- Québec : 17 décembre 2012 sur VRAK.TV[18]

- États-Unis : 1,45 million de téléspectateurs[19] (première diffusion)

Snoop Dog

### Épisode 18:La parenthèse enchantée
- États-Unis : 18 avril 2011 sur The CW
- Suisse : 13 décembre 2011 sur TSR2
- France : 
  - 14 février 2012 sur W9
  - 20 septembre 2013 sur M6
- Québec : 7 janvier 2013 sur VRAK.TV[20]

- États-Unis : 1,72 million de téléspectateurs[21] (première diffusion)

### Épisode 19:Une ravissante idiote
- États-Unis : 25 avril 2011 sur The CW
- Suisse : 14 décembre 2011 sur TSR2
- France : 
  - 15 février 2012 sur W9
  - 23 septembre 2013 sur M6
- Québec : 14 janvier 2013 sur VRAK.TV

- États-Unis : 1,74 million de téléspectateurs[22] (première diffusion)

### Épisode 20:L'union fait la force
- États-Unis : 2 mai 2011 sur The CW
- Suisse : inconnu sur TSR2
- France : 
  - 16 février 2012 sur W9
  - 24 septembre 2013 sur M6
- Québec : 21 janvier 2013 sur VRAK.TV

- États-Unis : 1,47 million de téléspectateurs[23] (première diffusion)

### Épisode 21:L'amour à mort
- États-Unis : 9 mai 2011 sur The CW
- Suisse : inconnu sur TSR2
- France : 
  - 17 février 2012 sur W9
  - 25 septembre 2013 sur M6
- Québec : 28 janvier 2013 sur VRAK.TV

- États-Unis : 1,43 million de téléspectateurs[24] (première diffusion)

### Épisode 22:Déclarations
- États-Unis : 16 mai 2011 sur The CW
- Suisse : inconnu sur TSR2
- France : 
  - 17 février 2012 sur W9
  - 25 septembre 2013 sur M6
- Québec : 4 février 2013 sur VRAK.TV

- États-Unis : 1,64 million de téléspectateurs[25] (première diffusion)